# استاکاتو

نت‌نویسی استاکاتو

اِستاکاتو (ایتالیایی: Staccato) یا مقطع، یک شکل از جمله‌بندی یا «آرتیکولاسیون» در موسیقی است که با قرار دادن نقطه‌ای در بالا یا پایینِ یک یا چند نت، ارزش زمانی آن را به نصف کاهش می‌دهد. در این شیوه ابتدا نیمی از ارزش زمانی نتِ داده شده اجرا و نیمی دیگر به سکوت تبدیل می‌شود. اجرای اِستاکاتو در ریتم موسیقی تغییری ایجاد نمی‌کند و نقطهٔ مقابل حرکتِ متصل یا لگاتو محسوب می‌شود.

## استاکاتیسیمو

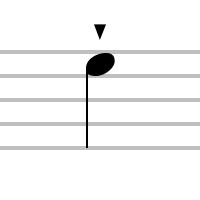
نت‌نویسی استاکاتیسیمو

اِستاکاتیسیمو (ایتالیایی: staccatissimo) شکلی دیگر از نُتِ مقطع و شدیدتر از اِستاکاتو است. در این شیوه که با علامتی عمودی و به شکلِ میخک در بالا یا پایینِ یک نت یا نت‌هایی قرار داده می‌شود و یک چهارم ارزشِ زمانی نتِ داده شده اجرا و بقیه به سکوت تبدیل می‌شود.
مثال از استاکاتیسیمو: سمفونی در ر مینور اثر: آنتوان بروکنر